# Magalie Lépine-Blondeau
Pour les articles homonymes, voir Lépine et Blondeau.
 (juin 2016).
Si vous disposez d'ouvrages ou d'articles de référence ou si vous connaissez des sites web de qualité traitant du thème abordé ici, merci de compléter l'article en donnant les références utiles à sa vérifiabilité et en les liant à la section « Notes et références ».
Magalie Lépine-Blondeau, née le 18 août 1982 à Québec au Québec, est une actrice et animatrice québécoise.

## Biographie
Magalie Lépine-Blondeau étudie en théâtre au Cégep de Saint-Laurent, puis à l'École nationale de théâtre du Canada. Depuis l'obtention de son diplôme, elle fait plusieurs apparitions à la télévision, au cinéma et au théâtre. Elle double des personnages dans plus d'une centaine de films et de séries ; elle prête notamment sa voix à Tamara Hope,.
Au théâtre, c'est sous la direction du metteur en scène Serge Denoncourt qu'elle tient ses plus grand rôles, interprétant notamment Madame de Tourvel dans Les Liaisons dangereuses en 2014 et Roxane dans Cyrano de Bergerac la même année. Elle tient aussi les rôles titres de l'Électre de Sophocle en 2019 et de Mademoiselle Julie de Strindberg en 2022.
Toujours sous la direction de Denoncourt, elle participe à la création de deux pièces de Michel Marc Bouchard : Christine, la reine-garçon, en 2012 et La Nuit où Laurier Gaudreault s'est réveillé en 2018.
Elle a animé la dernière saison de l'émission Partir autrement sur TV5.
Elle obtient un gros succès en 2016 dans la série quotidienne District 31. Aux côtés de Gildor Roy et de Vincent-Guillaume Otis, elle y tient un des rôles principaux, celui du lieutenant-détective Nadine Legrand. La série, qui décrit le quotidien d'un poste de police, obtient des cotes d'écoute importantes. Au terme de la deuxième saison, Magalie Lépine-Blondeau quitte l'émission. Par la suite, elle tient le rôle central dans la première saison du drame fantastique Plan B.
En 2021, après une pause de plus d'un an, l'actrice reprend son métier et apparaît dans deux nouvelles séries soit, La Nuit où Laurier Gaudreault s'est réveillé, adaptation par Xavier Dolan de la pièce de Michel-Marc Bouchard, et Sans rendez-vous, une comédie de mœurs dans laquelle elle tient le rôle principal, celui d'une sexologue.
En 2023, elle tient le rôle principal d'une universitaire dans Simple comme Sylvain de Monia Chokri aux côtés de Pierre-Yves Cardinal. 

### Vie privée
Magalie est la fille de Manon Lépine qui a été animatrice de radio (CFGL-FM dans les années quatre-vingt) et de Marc Blondeau qui a occupé plusieurs postes de direction dans les médias et les organismes culturels québécois.
En 2015, elle est en couple avec l'humoriste Louis-José Houde,. Le couple se sépare début 2019.

## Théâtre
- 2003 : Antiviol d'Emmanuel Schwartz[15] : la fille
- 2004 : Orphée aux enfers d'Hector Crémieux et Ludovic Halévy : Eurydice
- 2005 : Quelques États américains, sept auteurs américains - mise en scène par Frédéric Blanchette[16],[17] : rôles multiples
- 2005 : L'Amour médecin de Molière : Lisette
- 2006 : Une année sans été de Catherine Anne [18] : Mademoiselle Point
- 2007 : Dom Juan de Molière : Mathurine
- 2007 : Les Fourberies de Scapin de Molière : Hyacinte et musicienne
- 2007-2008 : Comment j'ai appris à conduire (en) de Paula Vogel : chœur grec et adolescente
- 2010-2011 : Il campiello de Carlo Goldoni : Lucietta
- 2011 : Ostiguy et fils de Neil Simon, traduction par Roger Léger et Olivier Aubin: Louise
- 2011-2012 : Ana de Clare Duffy et Pierre-Yves Lemieux[19]: Ana
- 2012 : Christine, la Reine garçon de Michel Marc Bouchard : Ebba Sparre
- 2013 : Le Diable rouge d'Antoine Rault : Marie Mancini
- 2014 : Les Liaisons dangereuses : Mme de Tourvel
- 2014 : Cyrano de Bergerac d'Edmond Rostand : Roxane[20]
- 2015 : Un show nommé Désir, d'après Un tramway nommé Désir de Tennessee Williams : Stella
- 2019 : Électre de Sophocle : Électre
- 2019 : La Nuit où Laurier-Gaudreault s'est réveillé de Michel Marc Bouchard : Chantal

## Filmographie

### Cinéma
- 2005 : Le Secret de ma mère de Ghyslaine Côté : Fleurette
- 2006 : Ma tante Aline de Gabriel Pelletier : Stéphanie
- 2009 : Les Amours imaginaires de Xavier Dolan : jeune femme inconnue
- 2011 : Laurence Anyways de Xavier Dolan : Charlotte
- 2012 : L'Empire Bo$$é de Claude Desrosiers : Simone Desormeaux (de Carufel) / Lise Filion revampée
- 2013 : Quelqu'un d'extraordinaire court métrage de Monia Chokri : Sarah
- 2014 : Le Règne de la beauté de Denys Arcand : Karine
- 2014 : Love Projet de Carole Laure : Louise
- 2016 : 9, le film, sketch Je me souviens de Micheline Lanctôt : Viviane Desmarais
- 2019 : La Femme de mon frère de Monia Chokri : Annabelle Lajoie
- 2019 : Restless River (en) de Marie-Hélène Cousineau : Mme Beaulieu
- 2019 : Merci pour tout de Louise Archambault : Christine Cyr
- 2023 : Simple comme Sylvain de Monia Chokri : Sophia
- 2025 : Fanny : Lorette

### Télévision
- 2005 : Providence : Sabrina Major
- 2005 : Smash 2 : assistante du journaliste
- 2006-2007 : R-Force : animatrice
- 2007-2008 : Les Étoiles filantes : Annie Brière
- 2008 : C.A. : Mylène
- 2008-2009 : Soirée pyjama pour estime de soi Dove : animatrice
- 2008-2009 : Dieu merci! : comédienne maison
- 2008-2010 : Fan Club : animatrice
- 2009 : Colocs.tv : Mélanie
- 2010-2015 : 19-2 : Amélie de Granpré
- 2012 : Tu m'aimes-tu ? : Mélanie
- 2013 : Ces gars-là : Mélanie
- 2014 : Mensonges : Julia Loman[21]
- 2015-2019 : Boomerang : Stéphanie Bernier
- 2015 : Partir autrement : animatrice
- 2016-2017 : District 31 : Nadine Legrand, lieutenant-détective (saisons 1 et 2 : 133 épisodes)
- 2017-2021 : Letterkenny : Marie-Frédérique
- 2017 : Plan B : Évelyne Lalonde (6 épisodes)
- 2019 : Appelle-moi si tu meurs : Crystel Simard
- 2020 : Supernaturel (documentaire) : Elle-même
- Depuis 2021 : Sans rendez-vous : Sarah Lenoir
- 2022 : La nuit où Laurier Gaudreault s'est réveillé : Chantal Gladu

### Web-série
- 2018 : En audition avec Simon : Elle-même
- 2019- : Fourchette : Juliette

## Distinctions

### Récompenses
- Prix Gémeaux 2018 : Meilleur premier rôle féminin série dramatique pour Plan B[22]
- Prix Artis 2018 : Personnalité féminine de l'année[23].
- Prix Artis 2018 : Meilleur rôle féminin dans une série dramatique annuelle pour Nadine Legrand dans District 31[23].
- Prix Gémeaux 2011 : Meilleure animation jeunesse pour Fan Club avec Yan England.
- Prix d'interprétation féminine 2023 : Festival international du film de comédie de Liège pour Simple comme Sylvain[24].

### Nominations
- Prix Gémeaux 2007 : Meilleure animation jeunesse pour R-Force.
- Prix Gémeaux 2008 : Meilleure animation jeunesse pour R-Force avec Marianne Moisan et Antoine Mongrain
- Prix Gémeaux 2009 : Meilleure animation jeunesse pour Fan Club avec Yan England
- Prix Artis 2010 : Artiste d'émission jeunesse pour Fan Club avec Yan England
- Prix Gémeaux 2017 : Meilleur rôle de soutien féminin comédie pour Boomerang
- Prix Gémeaux 2018 : Meilleur premier rôle féminin série dramatique annuelle pour District 31
- Prix Gémeaux 2018 : Meilleure interprétation comédie pour Le SNL de Magalie Lépine-Blondeau
- Prix Gémeaux 2018 : Meilleure animation pour Le SNL de Magalie Lépine-Blondeau
- Prix Gémeaux 2018 : Meilleur premier rôle féminin série dramatique saisonnière pour Plan B
- Prix Gémeaux 2018: Meilleur rôle de soutien féminin: comédie pour Boomerang